# Сидоренко Віталій Сергійович
Віталій Сергійович Сидоренко (нар. 22 грудня 1981, Київ) — український футболіст, воротар клубів із пляжного футболу «Артур М'юзік» (Київ) і «Строгіно» (Москва). Гравець збірної України з пляжного футболу. Виступав, зокрема за «Оболонь-ППО» (Київ) і «Борекс-Борисфен» (Бородянка) у першій лізі чемпіонату України з футболу.

## Кар'єра

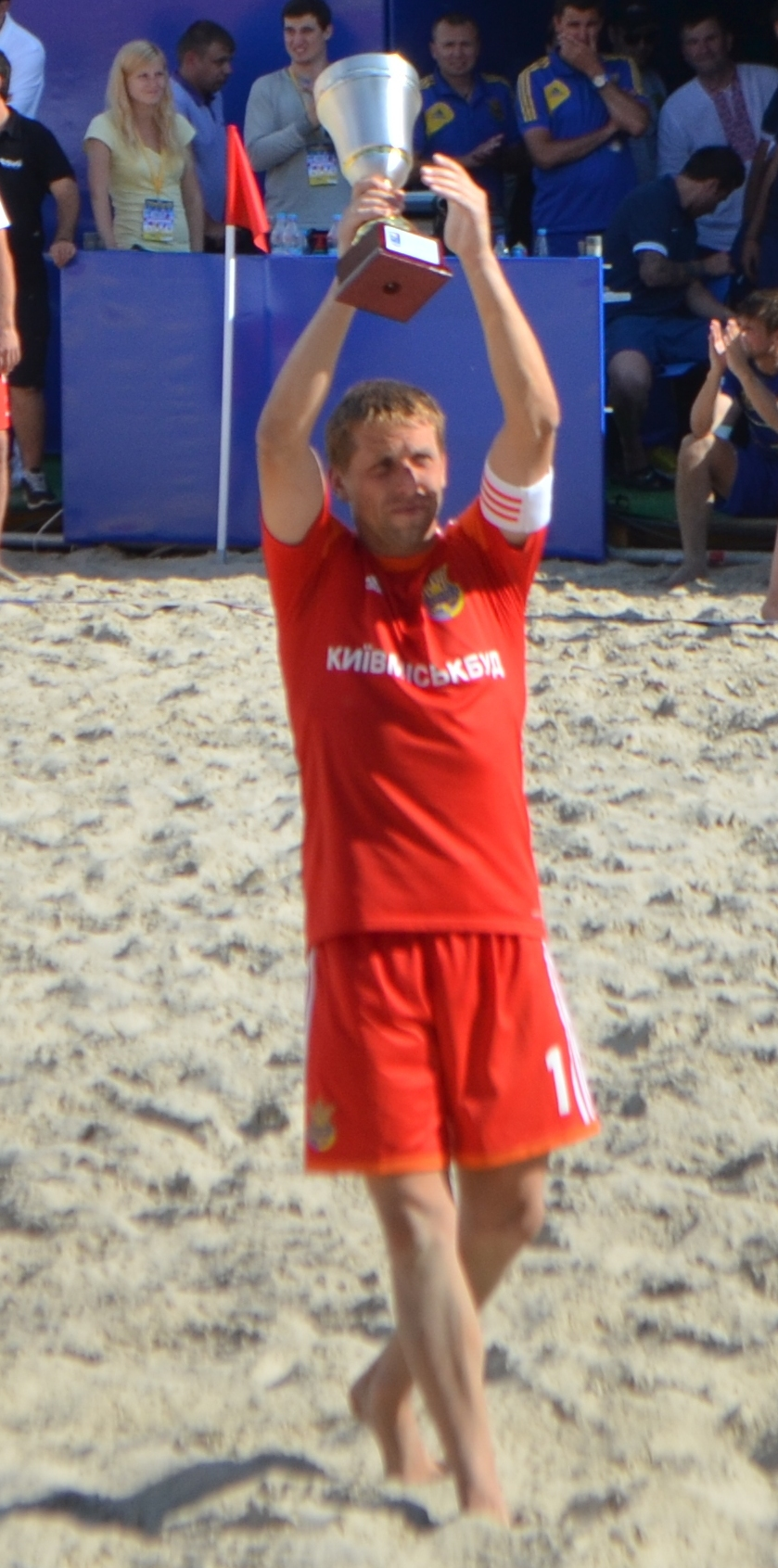
Віталій Сидоренко зі срібним кубком відбіркового турніру чемпіонату Європи Euro Beach Soccer League Kiev 2013

### Футбол
Першим тренером був Георгій Панайотович Наврозіді, після чого Михайло Михайлович Лабузов відбирав гравців у «Зміну» (Київ) 1981 р.н., вихованці якої стали основою професіональної команди «Оболонь». За пивоварів дебютував 17 квітня 1998 року в домашній грі проти «Гірника» (Павлоград), вийшовши на 66-й хвилині, коли «Оболонь» перемагала вже 6:1. У сезоні 2000/01 разом із киянами вийшов до першої ліги, а у сезоні 2001/02 — до вищої ліги.
Улітку 2002 перейшов до вищолігового «Металурга» (Запоріжжя), але за основну команду не провів жодного поєдинку, виступаючи за «Металург-2» у другій лізі.

### Пляжний футбол
Кар'єра у пляжному футболі почалася 2005 року, коли Володимир Залойло запросив Сидоренка на тренування збірної України з пляжного футболу. Через 2 тижні команда полетіла на чемпіонат світу в Ріо.
Учасник чемпіонатів світу 2005 та 2011, володар Кубка Європи 2007, чемпіон Європи (2010) та бронзовий призер європейської першості (2012). У багатьох матчах носив капітанську пов'язку збірної України.
У складі ФК «Плесо» Київ срібний (2006) та бронзовий призер (2007) вищої ліги чемпіонату України з пляжного футболу. Ставав чемпіоном країни: 2008 року в складі БРР, 2009 і 2012 у складі «Майндшер», також срібний призер чемпіонату 2011 у складі «Майндшер».
Брав участь у розіграші першого чемпіонату Росії 2005 року, віцечемпіон у складі «Дрім тім МФТІ» (Москва). Чемпіон Росії 2010 та учасник клубного чемпіонату світу 2011 у Бразилії в складі ПФК «Локомотив» (Москва). 2012 року «Локомотив» став клубним чемпіоном світу, обігравши в Сан-Паулу бразильський «Фламенгу», в складі москвичів Сидоренко визнаний найкращим голкіпером турніру.
У складі київської команди «Гріффін» срібний призер Кубка європейських чемпіонів 2013 і найкращий воротар турніру. Чемпіон України з пляжного футболу 2013 у складі «Артур М'юзік» (Київ).
Під №80 увійшов до списку 100 найкращих українських спортсменів незалежності за версією Tribuna.com та FAVBET

## Особисте життя
Закінчив Київський університет фізкультури, менеджмент.
Одружений, син — Максим.